# Матвіїшин Володимир Григорович
Володимир Григорович Матвіїшин (* 23 липня 1935 — 6 червня 2012) — український учений-мовознавець. Доктор філологічних наук, професор. Академік АН ВШ України з 1994 р.

## Біографія
Народився у м. Ліберкур департаменту Па-де-Кале (Франція) у сім'ї емігрантів, які у 1925 р. виїхали з Галичини на заробітки. У 1946 р. репатрійований в Україну. Закінчив ЛДУ ім. І. Франка (1954–1959), факультет іноземних мов (французька філологія). З 1960 р. по 1964 р. навчався заочно на Центральних курсах іноземних мов (англійська мова) у м. Москві. У 1959–1961 рр. — вчитель французької та англійської мов СШ м. Івано-Франківська. У 1961–1971 рр. — викладач кафедри іноземних мов Івано-Франківського медичного інституту. У 1971–1975 рр. — доцент кафедри іноземних мов, декан філологічного факультету, У 1975–1983 рр. — декан факультету іноземних мов. У 1985–1992 рр. — завідувач кафедри іноземних мов, з 1992 р. — професор, завідувач кафедри світової літератури Прикарпатського національного університету ім. В. Стефаника. У 1971 р. захистив у КДУ ім. Т. Шевченка кандидатську дисертацію «Творчість Е. Золя в перекладах і критиці в Україні (1875–1965)». Там-таки в 1991 р. захистив докторську дисертацію на тему «Українсько-французькі літературні зв'язки XIX — поч. XX ст. (Переклади. Критичне сприйняття. Творче засвоєння)».

## Наукова діяльність
Автор понад 150 наукових праць у галузі порівняльного літературознавства, теорії та практики перекладу, літературних зв'язків України та зарубіжжя, зокрема монографії «Українсько-французькі літературні зв'язки XIX — початку XX ст.» (1989), підручників «Французька мова для медиків» (1992 — укр.; 1969, 1978, 1984, 2007 — рос., у Москві), «Французька мова як друга спеціальність» (1985 — рос.; 2001, 2005 — укр.); посібників «Биснес-курс французского языка» (1999, 2002, 2004, співав.), «Українсько-англійський розмовник» (1991, співав.), «Веди урок іноземною мовою» (1990; 1984 — рос, співав.), «Веди урок французькою мовою» (1997). Співавтор монографії «Василь Стефаник — художник слова» (1996), навчального посібника «Мій рідний край — Прикарпаття» (2000).
Підготував низку кандидатів наук зі спеціальностей «порівняльне літературознавство», «література зарубіжних країн», «українська література», «перекладознавство».
Перекладач Генерального комісара секції СРСР на Всесвітній виставці «Експо-67» (Монреаль, 1967). Стажувався з англійської мови (Англія, Кембридж, 1973, 1981), з французької мови (Франція, Гренобл.ь, 1983). Викладач рос. мови (США, штат Нью-Хемпшир, Ексетер, Академія ім. Філіпса, 1977). Відмінник освіти України (1996). Головний редактор «Вісника Прикарпатського університету. Філологія». Член редколегії журналів: «Обрії», «Зарубіжна література в школах України», «Галичина», «Українознавчі студії», «Етнос і культура».